# Alpha-Omega-Dynamo
Der Alpha-Omega-Dynamo ist eine astrophysikalische Theorie, die das Magnetfeld von Sonne und Sternen (Aktive Sterne) erklären hilft. 
Die von dem amerikanischen Astrophysiker Eugene N. Parker 1955 entwickelte Theorie sagt dabei voraus, dass Sonnenflecken (Sternflecken) periodisch auftauchen und innerhalb einer Periode – bei der Sonne ist es der 11-jährige Schwabe-Zyklus – von einer höheren heliografischen Breite, etwa 30°-35°, zum Äquator wandern (Gesetz von Spörer). Bei den durch starke Magnetfelder initiierten Sonnenflecken treten ein p-Hauptfleck (p = preceding) und ein f-Hauptfleck (f = following) auf, der p-Fleck liegt etwas näher am Sonnenäquator, die zwei Hauptflecken bilden eine bipolare Gruppe, bei der magnetische Feldlinien aus der Sonne aus- bzw. in diese eintreten. Weiter entsprechen sich bipolare Gruppen auf der nördlichen und südlichen Sonnenhemisphäre, wobei die magnetische Orientierung bei den Gruppen entgegengesetzt ist.
Der Alpha-Omega-Dynamo erklärt nun das so geartete Auftreten eines poloidalen und toroidalen Magnetfeldes bei Sonne und Sternen aus der differentiellen Rotation (Drehung) des Sterns und aus der Konvektionszone des Himmelskörpers (Alpha- und Omega-Effekt). Betrachtet man zudem noch die Overshoot-Region einer Sonne, also das Übergangsgebiet zwischen der Konvektionszone und der radiativen Zone im Sterninnern, so lässt sich der Alpha-Omega-Dynamo zur Theorie des magnetohydrodynamischen Dynamos mit seinen magnetischen Flussröhren weiterentwickeln. Beide Theorien erklären im Prinzip den Polaritätswechsel der magnetischen Orientierung der Sonne bei aufeinanderfolgenden Schwabezyklen.